# لوبيتا جونز
ماريا غوادالوبي جونز غاراي (بالإسبانية: Lupe Jones)‏ (تُعرف أيضًا باسم لوبيتا جونز (ولدت في 6 سبتمبر 1967 في مكسيكالي ، باخا كاليفورنيا ، المكسيك) ممثلة ، منتجة تلفزيونية مكسيكية، وحاملة لقب ملكة جمال سابقة بعدما توجت بمسابقة ملكة جمال الكون 1991. كانت أول امرأة مكسيكية تفوز باللقب, ظهرت في عدة أعمال تلفزيونية منها مسلسل المكسيكي لا مالكيريدا (2014) ، روزاريو (2012).

## روابط خارجية
- لوبيتا جونز على موقع IMDb (الإنجليزية)
- لوبيتا جونز في قاعدة بيانات الأفلام على الإنترنت
- Miss Universe Official Website